# Laurindo Guizzardi
Laurindo Guizzardi C.S. (Nova Bassano, 7 de julio de 1934-Foz do Iguaçu, 22 de febrero de 2021) fue un obispo católico brasileño perteneciente a la Congregación de Misioneros de San Carlos Borromeo y sirvió como obispo de las diócesis de Nova Bassano (1982- 2001) y en la diócesis de Foz do Iguaçu (2001-2010) siendo a partir de entonces obispo emérito hasta su fallecimiento.